# LAX/メトロトランジットセンター駅
LAX／メトロ・トランジット・センター駅は、ロサンゼルスのウエストチェスター地区のアビエーション・ブルバードと96丁目付近に位置する、ロサンゼルス・メトロのライトレール輸送ハブ駅である。C線とK線が乗り入れる。
この駅はメトロ・レールと、ロサンゼルス国際空港のターミナルや施設に乗り入れる全自動無人運転車両システム（APM）との乗り換え駅として機能する。さらに、この駅はメトロバス、他の市営バス路線、カスタマーサービスセンター、メトロバイクシェアのハブとも接続する。メトロは2025年6月6日に開業した。しかし、APMは、2026年まで建設が続いている。

## 歴史

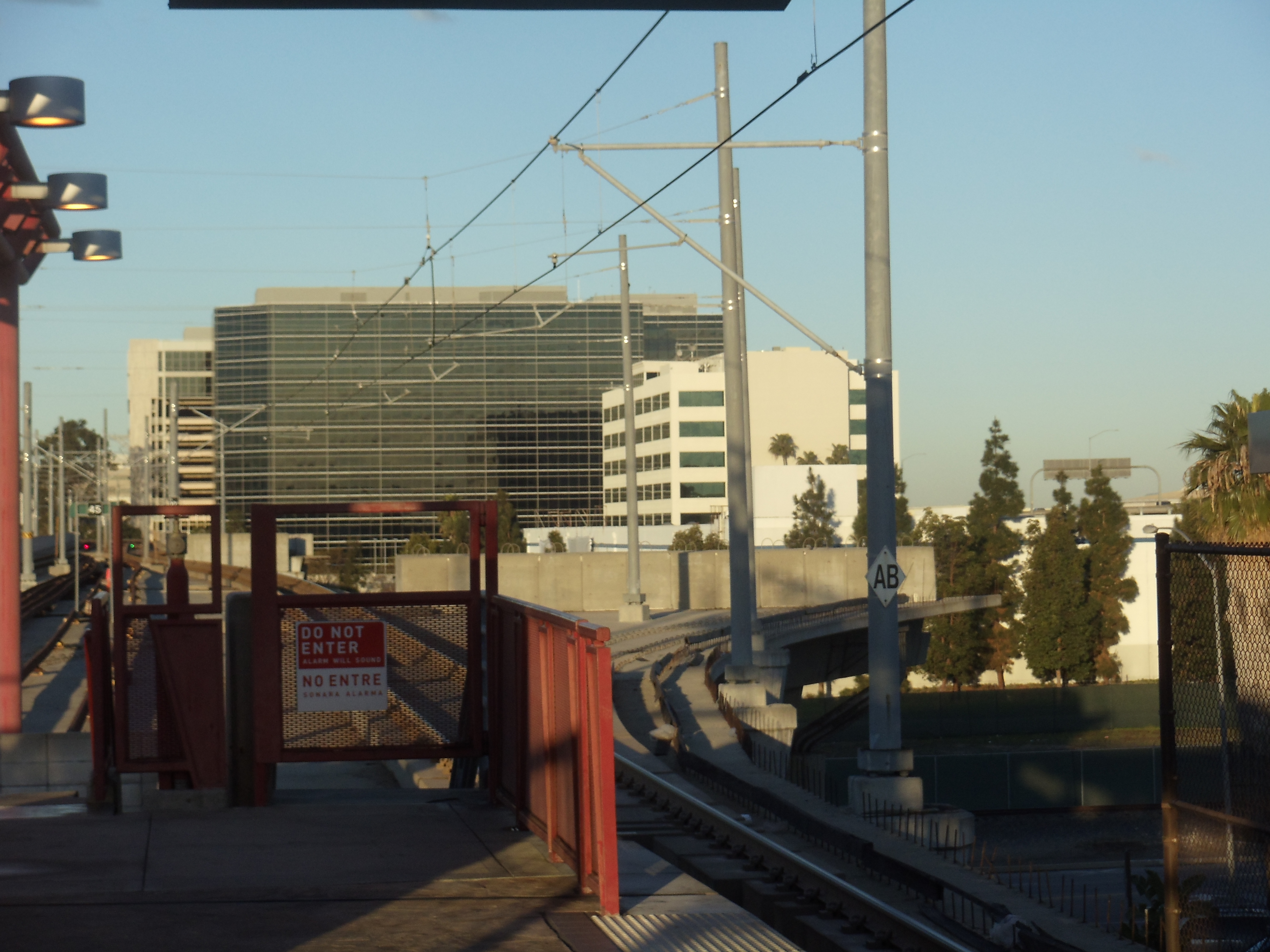
当駅への分岐構造の準備

1960年代以来、ロサンゼルス国際空港（LAX ）を鉄道で結ぶ様々な案が出されてきた。 1980年代後半、ロサンゼルス・メトロ鉄道Cライン（正式にはグリーンライン）の開発が行われ、アビエーション／LAX 駅からロサンゼルス国際空港に向かって北に延伸し、ターミナルビルに直接乗り入れるか、近くのロットCに乗り入れ、ピープルムーバーでターミナルビルに接続することが提案された。
しかし、これらの計画は1992年、連邦航空局や地元コミュニティ重視の路線を望む政治家との意見の相違により中止された。一部の擁護派は、ロサンゼルス世界空港（LAWA） が駐車場収入の維持を望んでいると批判した。1995年のCライン開通後、空港の最寄り駅は2.4マイル（3.9km）離れたアヴィエーション/ラックス駅で、無料のLAXシャトルが運行されている。
1990年代から2000年代にかけて、メトロKラインの建設にあたり、メトロをロサンゼルス空港に接続することを再検討した。このプロジェクトはまた、アビエーション/LAX駅近くの新しい信号所でC線とK線の線路を接続し、C線が空港に乗り入れることを可能にするものだった。ライトレールの建設は2014年1月に開始されたが、ロサンゼルス国際空港に直接駅は設置されなかった。計画では、この路線の駅のひとつを、空港のターミナルや施設に乗客を直接輸送する、将来のLAX自動ピープルムーバーに接続することになっていた。
当初メトロは、Kラインのアビエーション／センチュリー駅をピープルムーバー（APM）に接続し、APMがセンチュリー大通りを走ることを想定していた。しかし、2014年6月に承認されたAPM計画では、約半マイル北の96丁目でK線と交差することになっていた。このためメトロは、路線全体がまだ建設中である間に、追加の駅を設計する必要があった。その年の後半、メトロは新駅の計画とスコーピングを承認し、計画文書ではアビエーション/96丁目と呼ばれていたが、最終的にLAX/メトロトランジットセンター駅となった。2016年12月に正式認可が下り、2021年に建設が始まった。

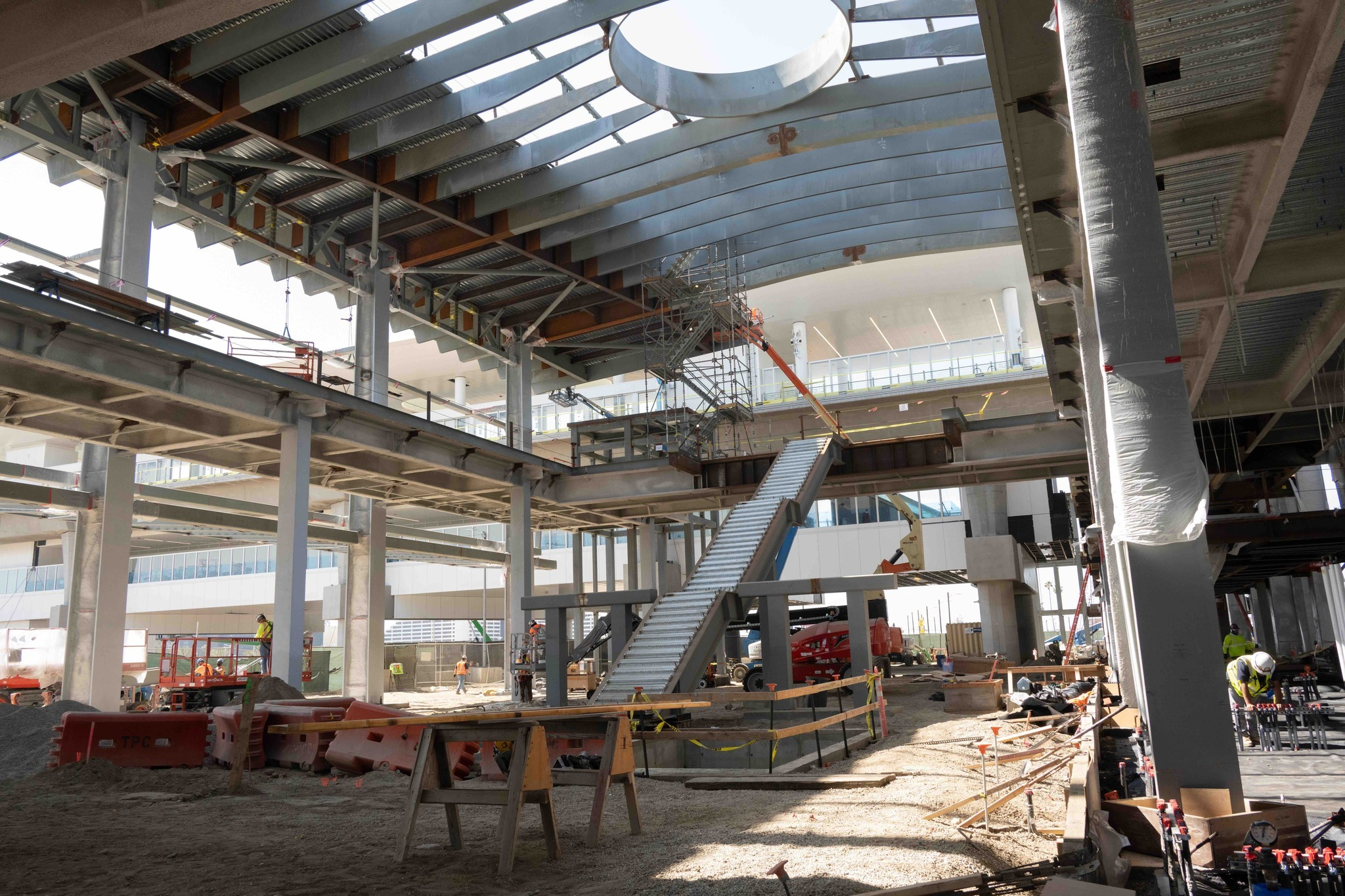
建設中の駅内部

グリムショー・アーキテクツが設計したLAX/メトロ・トランジット・センター駅は、2024年後半に開業予定となっていた。
建設遅延のため、LAX自動運転システムへの接続は2025年12月と当駅の開業より後になる。2024年1月現在、メトロの2023年6月のスケジュール更新を引用すると、プロジェクト全体の完成度は71.1％、主要駅の建設は58.3％となっている。開業時には、この駅にはC線とK線の両方が乗り入れることになる。
2025年4月24日のメトロ役員会で、駅の開業は2025年6月6日と発表した。そして、6月6日に開業した。
計画では、駐車場も駅に隣接して建設される。ただし、建設が遅れる可能性もある。LAMP 2021年次進捗報告書の付録Bでは、計画されている様々な道路改良が「未着手」として示されている。

## 駅の内装
この駅には、ロサンゼルス在住のコンセプチュアル・アーティスト、グレン・カイノがデザインした彫刻が設置される。The Distance of the Sun（太陽の距離）」と名付けられたこの彫刻は、船をつなぎ合わせて螺旋状の通路を作り、宙に浮かべている。これらの船は宇宙飛行の普遍的な夢を象徴し、協力と想像力の重要性を表している。この作品はステーションの天井に接続され、短編小説『月の距離』を参照しながら、船を天へと昇らせる。
メトロは、この駅をセプルベダ・トランジット・コリドー第2期の南側の終着駅にすることを提案している。メトロは2024年現在、このコリドーのフェーズ1の路線計画段階にあり、2040年頃に完成する予定である。メトロはまた、LAX/メトロ・トランジット・センター駅を、2047年完成予定のリンカーン・ブルバード・トランジット・コリドー・バス高速輸送路線の南終点として提案している。どちらのプロジェクトも、メジャーMによる資金援助を受けている。

## 駅周辺

### バス路線
APM（自動運転システム）開業までの間、ロサンゼルス国際空港へはここでLAXシャトル（無料）というシャトルバスへ乗り継ぎとなっている。また、メトロバス及び、周辺の市営バスとの乗り換え拠点して整備されている。
| Operator                    | Route   | Bay  | 行先                          |
| --------------------------- | ------- | ---- | ----------------------------- |
| Beach Cities Transit        | 109     | 9    | Redondo Beach Pier            |
| Big Blue Bus (サンタモニカ) | 3       | 4/5  | サンタモニカ                  |
| Big Blue Bus (サンタモニカ) | Rapid 3 | 4/5  | サンタモニカ                  |
| Culver CityBus              | 6       | 7    | UCLA                          |
| Culver CityBus              | Rapid 6 | 7    | UCLA                          |
| GTrans (ガーデナ)           | 5       | 10   | ウィローブルック/ロサパーク駅 |
| ロサンゼルスメトロバス      | 102     | 8    | サウスゲート                  |
| ロサンゼルスメトロバス      | 111     | 13   | ノーウォーク                  |
| ロサンゼルスメトロバス      | 117     | 12   | ダウニー                      |
| ロサンゼルスメトロバス      | 120     | 11   | ウィッティア                  |
| ロサンゼルスメトロバス      | 232     | 15   | ロングビーチ                  |
| LAXシャトル                 | M       | 1/2  | ロサンゼルス国際空港          |
| Metro Micro                 | N/A     | 14   | LAX/Inglewood Zone            |
| Torrance Transit            | 8       | 6    | トーランス                    |
| N/A                         | N/A     | 3/16 | 降車専用                      |

## ギャラリー

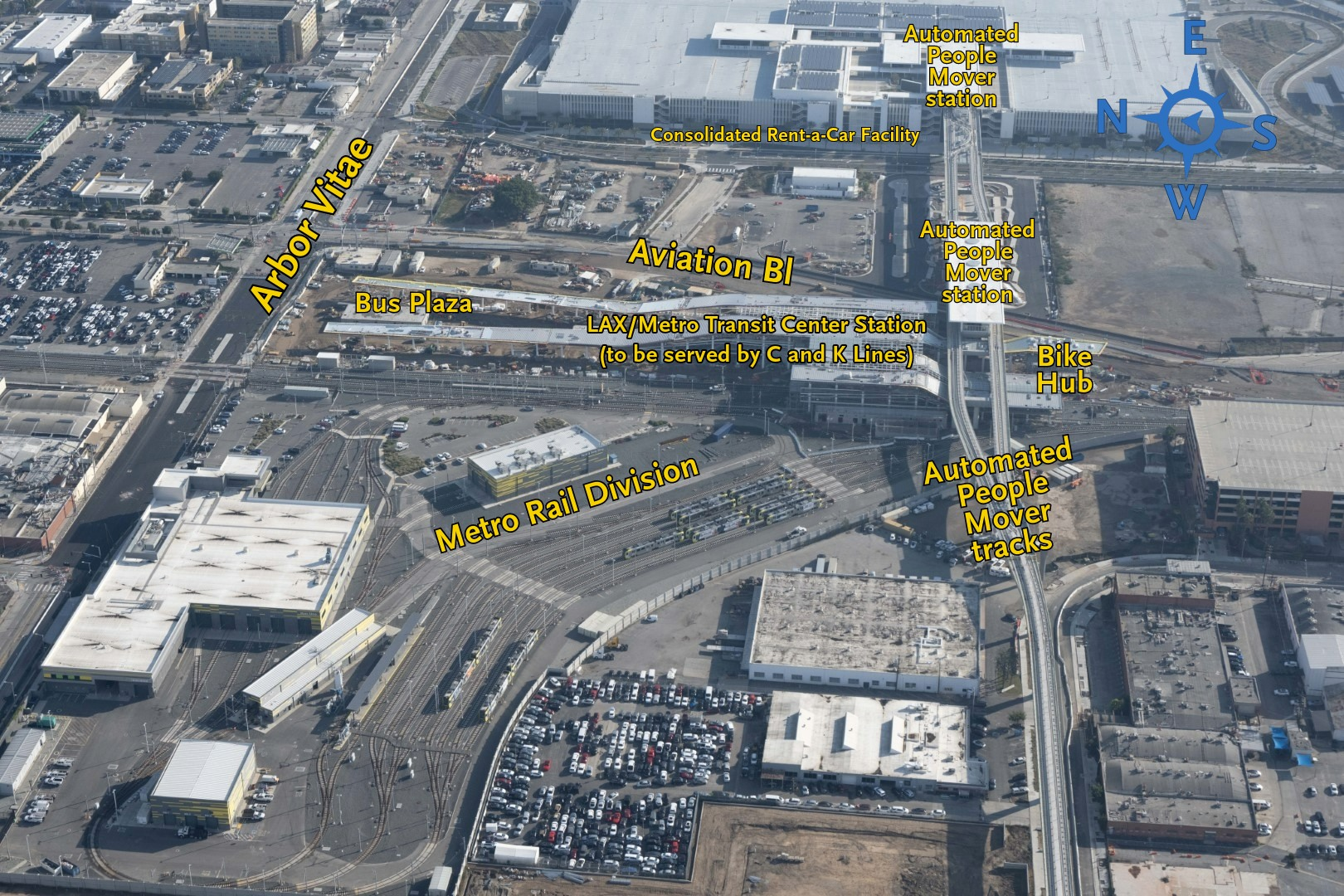
建設中の駅周辺
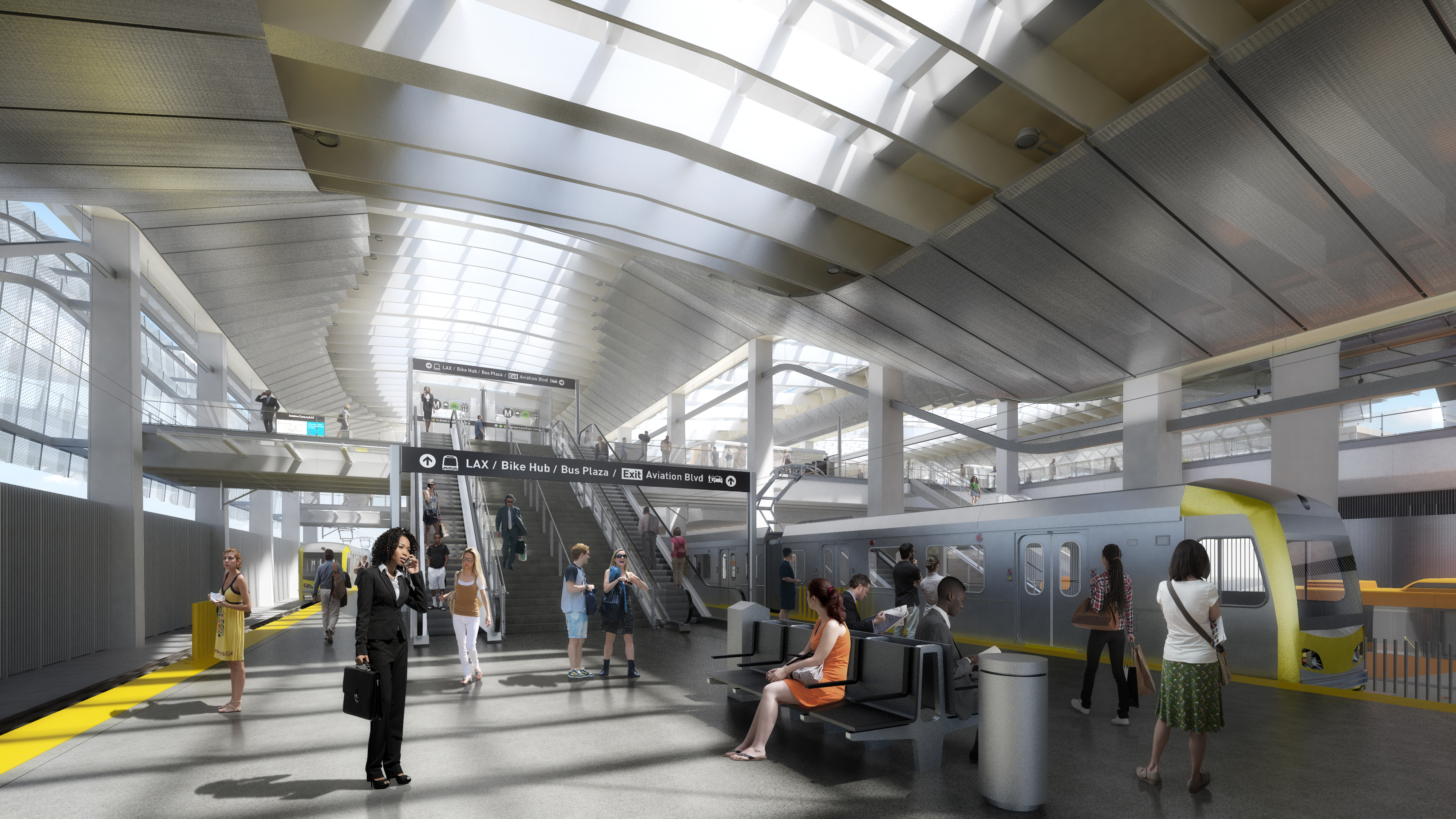
プラットホーム
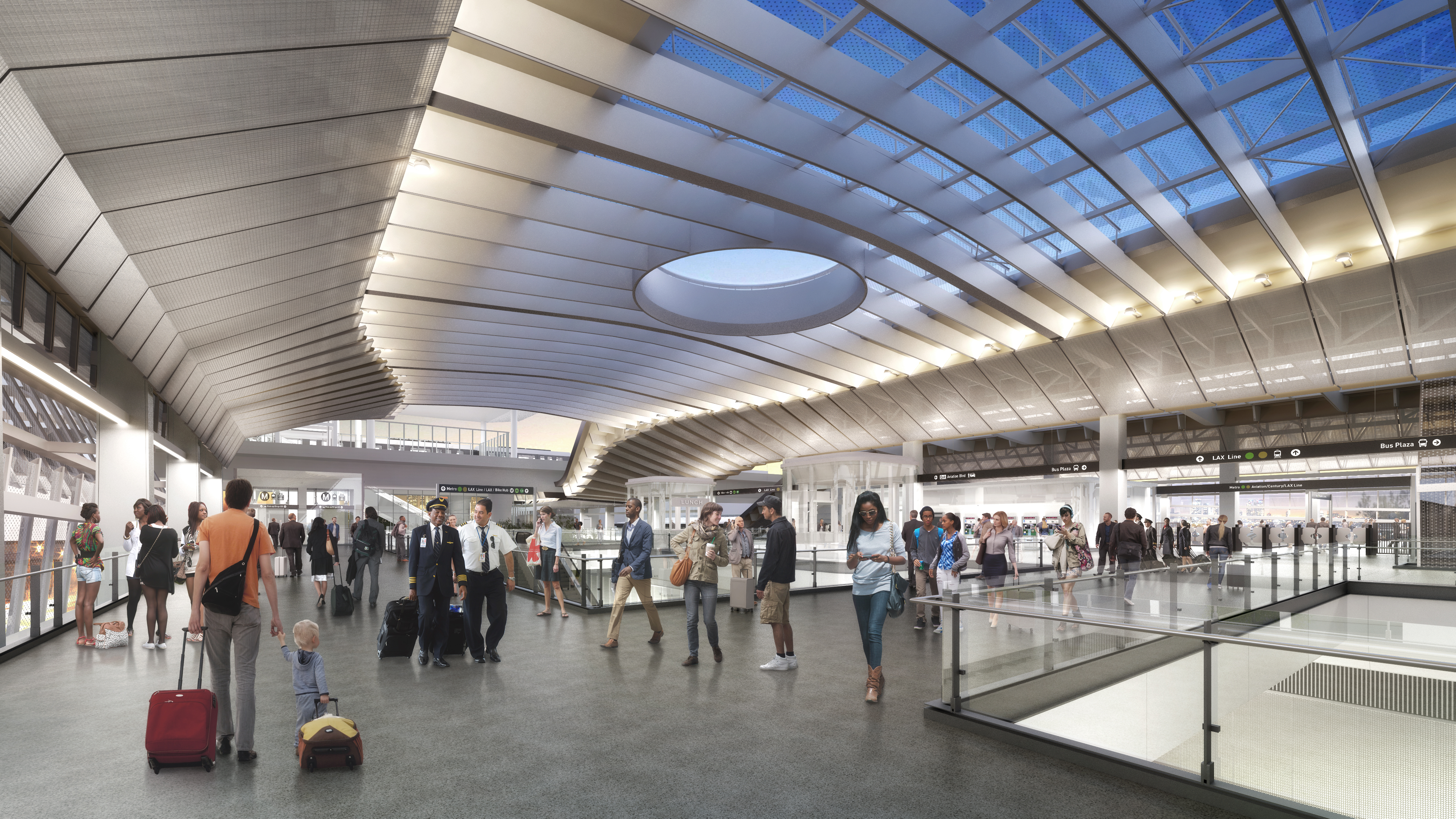
コンコース
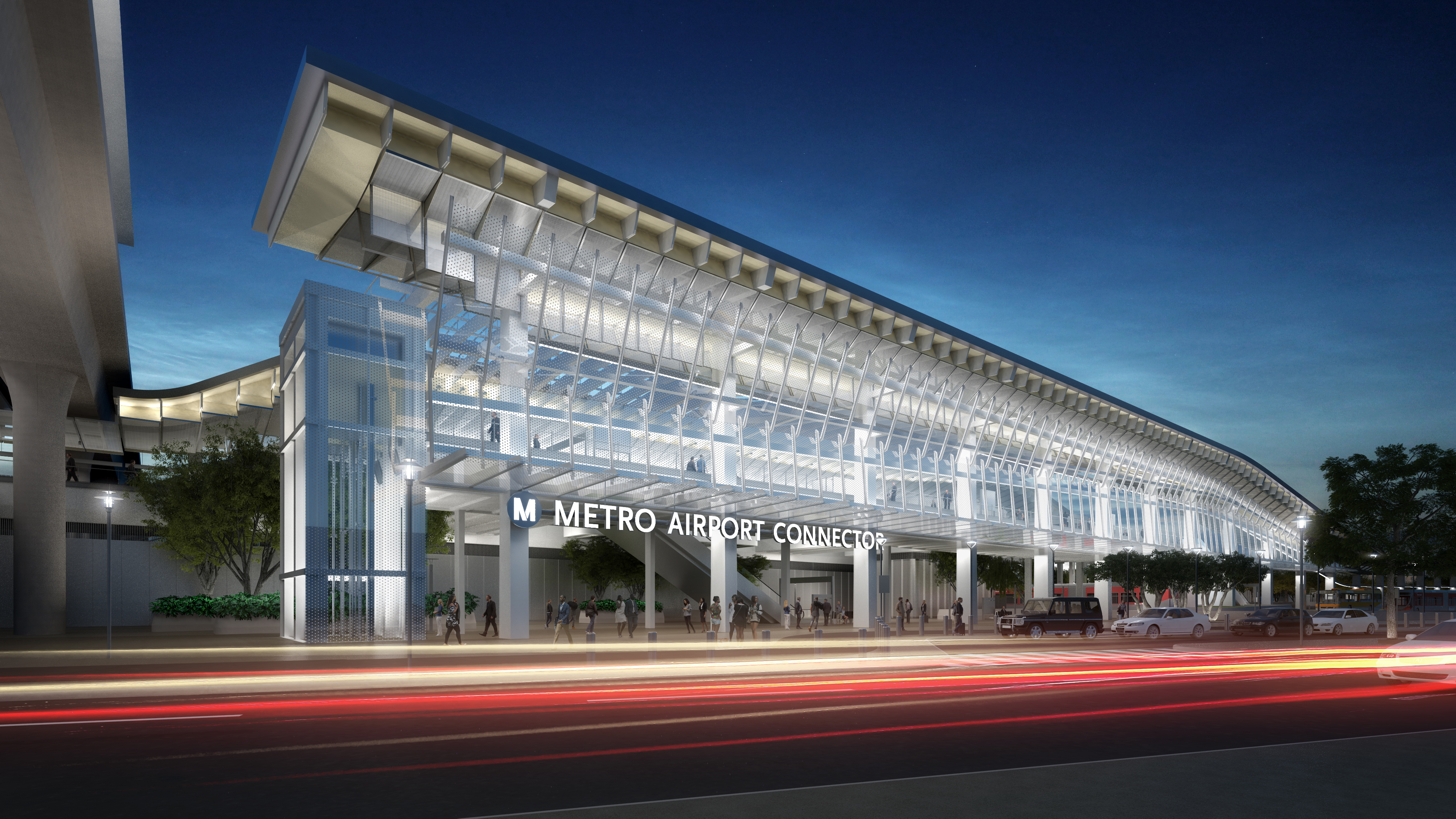
外観

## 隣の駅
ロサンゼルス郡都市圏交通局
■C線
LAX/メトロトランジットセンター駅 - アヴィエーション/センチュリー駅
■K線
ウェストチェスター/ベテランズ駅 - LAX/メトロトランジットセンター駅 - アヴィエーション/センチュリー駅